# Земельна рента
Земе́льна ре́нта — дохід, який отримують землевласники, реалізуючи власність на землю. Причиною виникнення визнається існування монополії на землю як об'єкт господарювання. Земельна рента — нетрудовий тип приватної власності на засоби виробництва.
Розрізняють такі форми земельної ренти:
- диференційна рента І-го роду — диференціація земель за їх якістю;
- диференційна рента ІІ-го роду виникає при послідовних вкладеннях капіталу та праці в одну і ту ж ділянку землі;
- абсолютна рента утримується власником землі з орендарів незалежно від родючості земель і їх місцезнаходження;
- монопольна рента виступає у вигляді додаткового доходу, який утворюється внаслідок перевищення ціни товару над його вартістю, коли даний товар вироблений у сприятливих умовах, що дають можливість виробляти рідкісні види продукції й за рахунок цього встановлюють на них монопольно високі ціни.

Різниця між диференціальною рентою І та ІІ роду:
Диференціальна рента І роду виникає через різницю в родючості земельних ділянок. Вона ґрунтується на природних факторах, таких як якість ґрунту, клімат, рельєф.
Диференціальна рента ІІ роду виникає через додаткові капіталовкладення в одну і ту ж земельну ділянку, які призводять до зростання її продуктивності. Ця рента ґрунтується на економічних факторах, таких як меліорація, внесення добрив, використання кращої техніки.

## Абсолютна земельна рента
Абсолютна земельна рента — форма земельної плати, яку сплачують власникові за ділянку землі незалежно від її родючості й місця розташування. Економічна форма реалізації монополії приватної власності на землю. Її джерело — надлишок додаткової вартості над середнім прибутком (різниця між ринковою вартістю сільськогосподарської продукції і суспільною ціною виробництва), а умова виникнення — значно нижча органічна будова капіталу в сільському господарстві. Сплачується земельним орендарем за рахунок його прибутку (якщо інше не передбачено законодавством) земельному власнику за будь-яку землю.

## Економічна рента і трансферний дохід
Дохід фактора виробництва може бути розділений на два складових елементи: трансферний дохід і економічну ренту. Відносна частка кожного з цих елементів залежить від еластичності пропозиції даного фактора.
Трансфертний дохід (перерахування заробітної плати) — це дохід, який повинен отримувати даний фактор виробництва, щоб запобігти переходу його в іншу сферу зайнятості. 
Економічна рента — це перевищення оплати фактора виробництва над трансфертним доходом. Вона дорівнює площі між кривою пропозиції фактора і ціною фактора. Дохід, який привертає переміщення (трансферт) нових працівників в галузь, і є трансферний дохід. Але працівники, які вже знаходяться в галузі, отримують і економічну ренту: тепер вони отримують більше, ніж мінімум, необхідний для простого утримання їх у галузі.

### Еластичність пропозиції
Чим менше еластичність пропозиції праці, тим більше пропорція економічної ренти, бо чим більше збільшення ставки заробітної плати необхідно для залучення нових працівників в галузь, тим більше розмір ренти для працівників,що вже знаходяться в галузі. Якщо еластичність кривої пропозиції праці дорівнює нулю, весь дохід працівників у галузі складається з ренти. Цей випадок характерний для унікального працівника, що володіє особливим талантом (наприклад кінозірка, письменник зі світовим ім'ям, вчений). У такому разі його дохід визначається головним чином попитом і складається виключно з економічної ренти. Чим популярніший (необхідний) цей працівник, тим вище (праворуч) розташовується крива попиту, тим більший дохід він отримує. Але якщо «популярність» падає, то й дохід такого працівника сходить нанівець.
Якщо еластичність кривої, навпаки, абсолютна, то працівники в галузі не отримують ніякої економічної ренти, а весь їх доход дорівнює трансферному.
Якщо еластичність пропозиції праці висока, то частка ренти мала, а трансфертного доходу велика. У такому випадку навіть невелике зниження ставки заробітної плати змусить деяких працівників покинути галузь, щоб шукати зайнятість у іншому місці. Якщо еластичність пропозиції праці, навпаки, висока, то лише значне зниження ставки заробітної плати зможе змусити деяких працівників покинути галузь.

### Квазірента
Квазірента — тимчасова економічна рента, що виникає з причини короткострокової нееластичності пропозиції фактора виробництва. У довгостроковому періоді економічна рента може зникнути, якщо на ринку праці з'являються нові працівники відповідної кваліфікації. Таким чином, дана якість робочої сили перестає бути унікальною, і нееластичність пропозиції праці в короткостроковому періоді стає набагато еластичнішою в довгостроковому періоді.